# Kanovaren op de Olympische Zomerspelen 2016 – K-2 1000 meter mannen
De K-2 1000 meter mannen op de Olympische Zomerspelen 2016 vond plaats op woensdag 17 en donderdag 18 augustus 2016. Regerend olympisch kampioen waren Rudolf Dombi en Roland Kökény uit Hongarije, die in Rio de Janeiro hun titel niet verdedigden. Er werden twee series geroeid, waarbij de beste twee kano's zich direct plaatsten voor de A-finale; de overige duo's namen deel aan de halve finales. De helft van de deelnemers aan die halve finales plaatsten zich voor de finale waarin de medailles werden verdeeld; de verliezers van de halve finale voeren een B-finale om de complete ranglijst op te stellen.

## Resultaten

### Series

#### Serie 1
| rang | naam                           | land      | tijd     |    |
| ---- | ------------------------------ | --------- | -------- | -- |
| 1    | Max Rendschmidt Marcus Groß    | Duitsland | 3:15.263 | Q  |
| 2    | Erik Vlček Juraj Tarr          | Slowakije | 3:19.073 | HF |
| 3    | Tibor Hufnagel Benjamin Ceiner | Hongarije | 3:25.580 | HF |
| 4    | Arnaud Hybois Etienne Hubert   | Frankrijk | 3:25.654 | HF |
| 5    | Jorge García Reinier Torres    | Cuba      | 3:25.711 | HF |
| 6    | Daniel Havel Jan Štěrba        | Tsjechië  | 3:53.907 | HF |

#### Serie 2
| rang | naam                                | land       | tijd     |    |
| ---- | ----------------------------------- | ---------- | -------- | -- |
| 1    | Marko Tomićević Milenko Zorić       | Servië     | 3:15.298 | Q  |
| 2    | Ken Wallace Lachlan Tame            | Australië  | 3:23.019 | HF |
| 3    | Ricardas Nekriosius Andrej Olijnik  | Litouwen   | 3:24.246 | HF |
| 4    | Emanuel Silva João Ribeiro          | Portugal   | 3:26.284 | HF |
| 5    | Nicola Ripamonti Giulio Dressino    | Italië     | 3:30.429 | HF |
| 6    | Jevgeni Aleksejev Aleksej Dergoenov | Kazachstan | 3:30.433 | HF |

### Halve finales

#### Halve finale 1
| rang | naam                                | land       | tijd     |   |
| ---- | ----------------------------------- | ---------- | -------- | - |
| 1    | Ken Wallace Lachlan Tame            | Australië  | 3:16.635 | Q |
| 2    | Nicola Ripamonti Giulio Dressino    | Italië     | 3:17.942 | Q |
| 3    | Tibor Hufnagel Benjamin Ceiner      | Hongarije  | 3:18.474 | Q |
| 4    | Jevgeni Aleksejev Aleksej Dergoenov | Kazachstan | 3:18.858 | B |
| 5    | Arnaud Hybois Etienne Hubert        | Frankrijk  | 3:21.100 | B |

#### Halve finale 2
| rang | naam                               | land      | tijd     |   |
| ---- | ---------------------------------- | --------- | -------- | - |
| 1    | Emanuel Silva João Ribeiro         | Portugal  | 3:18.099 | Q |
| 2    | Ricardas Nekriosius Andrej Olijnik | Litouwen  | 3:18.526 | Q |
| 3    | Erik Vlček Juraj Tarr              | Slowakije | 3:19.372 | Q |
| 4    | Daniel Havel Jan Štěrba            | Tsjechië  | 3:21.569 | B |
| 5    | Jorge García Reinier Torres        | Cuba      | 3:23.466 | B |

### Finales

#### Finale B
| rang | naam                                | land       | tijd     |  |
| ---- | ----------------------------------- | ---------- | -------- |  |
| 9    | Jorge García Reinier Torres         | Cuba       | 3:18.768 |  |
| 10   | Arnaud Hybois Etienne Hubert        | Frankrijk  | 3:19.415 |  |
| 11   | Jevgeni Aleksejev Aleksej Dergoenov | Kazachstan | 3:20.827 |  |
| 12   | Daniel Havel Jan Štěrba             | Tsjechië   | 3:25.966 |  |

#### Finale A
| rang   | naam                               | land      | tijd     |  |
| ------ | ---------------------------------- | --------- | -------- |  |
| Goud   | Max Rendschmidt Marcus Groß        | Duitsland | 3:10.781 |  |
| Zilver | Marko Tomićević Milenko Zorić      | Servië    | 3:10.969 |  |
| Brons  | Ken Wallace Lachlan Tame           | Australië | 3:12.593 |  |
| 4      | Emanuel Silva João Ribeiro         | Portugal  | 3:12.889 |  |
| 5      | Ricardas Nekriosius Andrej Olijnik | Litouwen  | 3:14.748 |  |
| 6      | Nicola Ripamonti Giulio Dressino   | Italië    | 3:14.883 |  |
| 7      | Tibor Hufnagel Benjamin Ceiner     | Hongarije | 3:15.387 |  |
| 8      | Erik Vlček Juraj Tarr              | Slowakije | 3:15.916 |  |